# Матанцы (деревня)
 Матанцы — деревня в Кировской области. Входит в состав муниципального образования «Город Киров»

## География
Расположена на расстоянии примерно 9 км по прямой на северо-запад от железнодорожного вокзала Киров-Котласский.

## История
Известна с 1802 года как деревня Елпашевская с 3 дворами. В 1873 году здесь (Елпашевская или Сумароковы) дворов 5 и жителей 49, в 1905 (Елпашевская или Матанцы) 10 и 57, в 1926 (Матанцы или Елпашевская) 13 и 64, в 1950 (Матанцы) 25 и 173, в 1989 17 жителей. Административно подчиняется Октябрьскому району города Киров.

## Население
| 2010 |
| ---- |
| 9    |

Постоянное население составляло 9 человек (русские 100%) в 2002 году, 9 в 2010.